# Pushpa Lal Shrestha
Artykuł ten został zgłoszony do umieszczenia na stronie głównej w rubryce „Czy wiesz”.
Pomóż nam go sprawdzić: oceń zgłoszoną nominację.
Pushpa Lal Shrestha (nep. पुष्पलाल श्रेष्ठ; ur. 28 czerwca 1924, zm. 22 lipca 1978) – nepalski polityk.

## Życiorys
Urodził się 28 czerwca 1924 w Bhangeri w górskim dystrykcie Ramechhap. Pochodził z rodziny należącej do niższej klasy średniej. Był drugim synem Subbabhakty Lala Shresthy. Na jego formację polityczną znaczny wpływ miał starszy brat Ganga Lal, stracony za działalność opozycyjną wobec dyktatorskich rządów premierów z dynastii Rana w 1941. Bardzo wcześnie, bo jeszcze jako nastolatek włączył się w życie publiczne. Początkowo należał do Nepal Praja Parishad, uznawanej za pierwszą partię polityczną w historii kraju. Następnie był członkiem nepalskiego Kongresu Narodowego, wchodząc nawet w skład jego kierownictwa. W 1949 znalazł się natomiast wśród założycieli Nepalskiej Partii Komunistycznej, powstałej na wychodźstwie w indyjskiej Kalkucie. Został wybrany jej pierwszym sekretarzem generalnym. Odegrał istotną rolę w rewolucji z lat 1950-1951, która zakończyła rządy wspomnianych już wyżej dziedzicznych premierów z dynastii Rana. Był postacią obdarzoną wielką charyzmą, cieszył się w związku z tym niemałą popularnością. Starał się przybliżyć myśl marksistowską szerokim warstwom społecznym, dokonał między innymi pierwszego przekładu Manifestu komunistycznego na język nepalski. Bez powodzenia kandydował w wyborach parlamentarnych z 1959. Nigdy nie pełnił funkcji w aparacie państwowym, natomiast aż do śmierci pozostawał jednym z czołowych przywódców na lewicy nepalskiego spektrum politycznego.
Zmarł 22 lipca 1978 w Govinda Ballav Pant Hospital w indyjskim Nowym Delhi. Na trwale zapisał się w nepalskiej pamięci zbiorowej, powszechnie uznawany jest za ojca nepalskiego komunizmu. W 2019 pośmiertnie uhonorowano go najwyższym krajowym odznaczeniem, Nepal Ratną. Wdowa po nim, Sahana Pradhan również zdobyła znaczące wpływy w życiu politycznym kraju, doszła do stanowisk ministra przemysłu i handlu oraz ministra spraw zagranicznych.